# Renault Clio
Pour les articles homonymes, voir Clio.

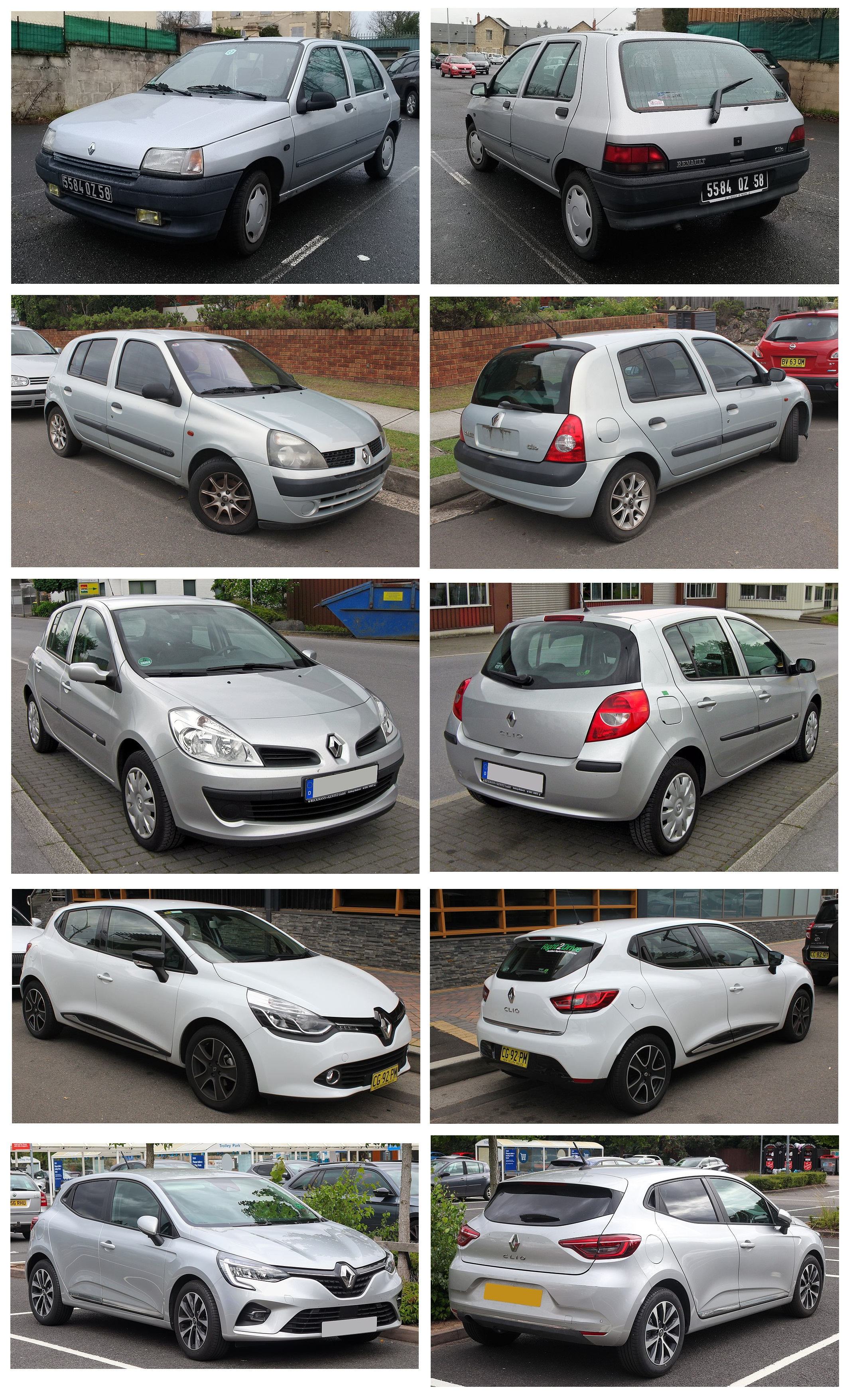
La série des Renault Clio.

Renault Clio est une gamme d'automobile polyvalente du constructeur français Renault. Elle est lancée en 1990 (Clio I) pour succéder à la Renault Supercinq, puis en 1998 (Clio II), en 2005 (Clio III), renouvelée en 2012 (Clio IV) et en 2019 (Clio V).

## Historique
La Clio de Renault se décline, actuellement, en cinq générations qui ont reçu plusieurs restylages chacun.
| Générations (dates pour l'Europe) | Production            | Dérivés de chez Renault         | Modèles concurrents                                              |
| --------------------------------- | --------------------- | ------------------------------- | ---------------------------------------------------------------- |
| Clio I (1990 - 1999)              | 4 016 000 exemplaires | Aucun                           | Citroën AX II ; Citroën Saxo I ; Opel Corsa B ; Peugeot 205      |
| Clio II (1998 - 2016)             | 5 631 000 exemplaires | Symbol I ou Thalia I ; Clio Mio | Citroën C3 I ; Opel Corsa C ; Peugeot 206/206+                   |
| Clio III (2005 - 2014)            | 2 400 000 exemplaires | Symbol II ou Thalia II ; Modus  | Citroën C3 I/C3 II ; Opel Corsa D ; Peugeot 207                  |
| Clio IV (2012 - 2020)             | 4 000 000 exemplaires | Captur I                        | Citroën C3 II ; DS 3 ; Opel Corsa E ; Peugeot 208 I              |
| Clio V (2019 - ...)               | 587 600 exemplaires   | Captur II                       | Citroën C3 III ; Opel Corsa F ; Peugeot 208 II ; Toyota Yaris IV |

### Ventes
| Le graphique qui aurait dû être présenté ici ne peut pas être affiché car il utilise l'ancienne extension Graph, désactivée pour des questions de sécurité. Des indications pour créer un nouveau graphique avec la nouvelle extension Chart sont disponibles ici . |
| Source carsalesbase.com |

### Avant la Clio

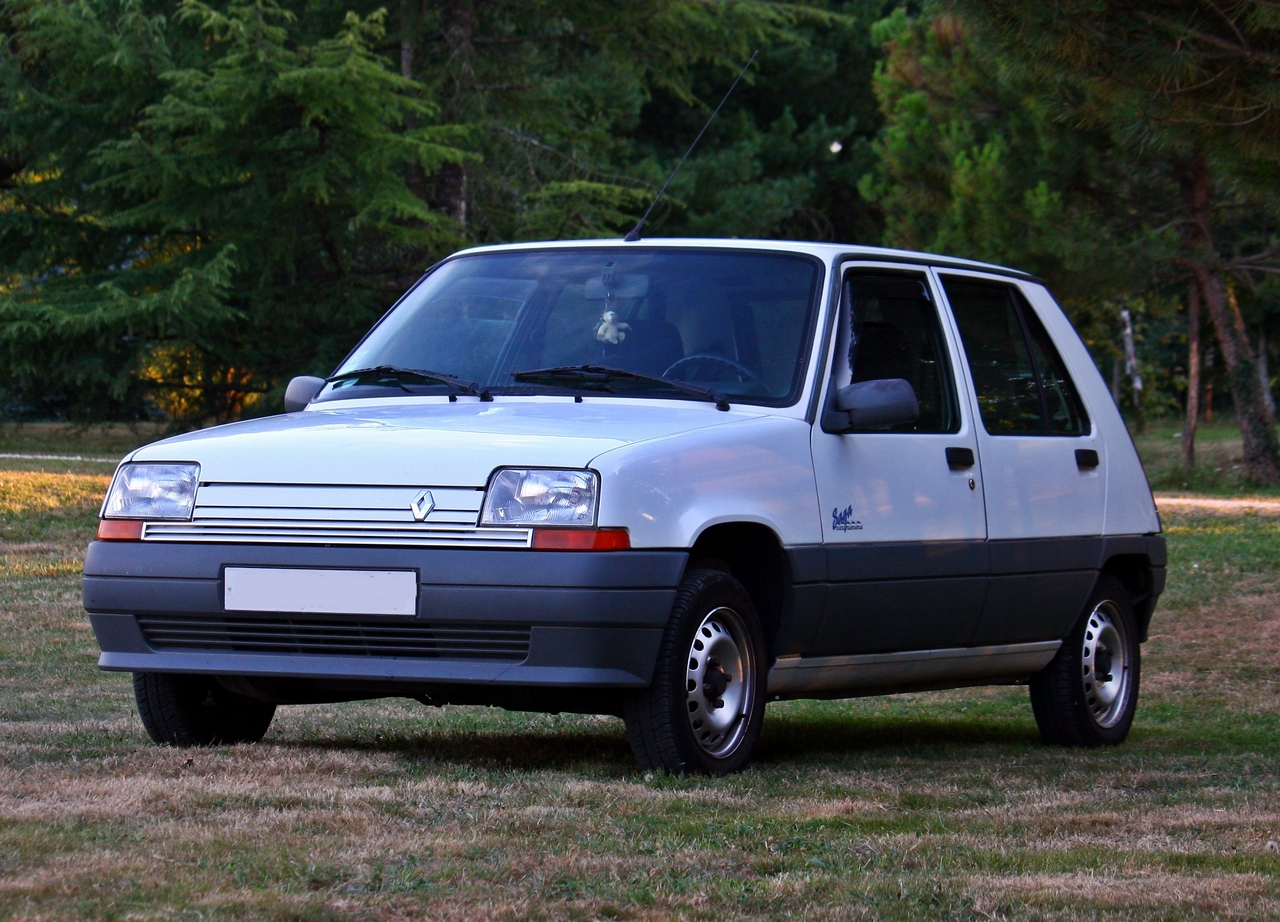
Renault Supercinq.

- Renault Supercinq : automobile de type citadine polyvalente, présentée en 1984.

## 1regénération - Clio I(1990 - 1999)
La Renault Clio I est produite de 1990 à 1999, elle est restylée en 1994 et 1996. Elle est remplacée en 1998 par la Clio II.

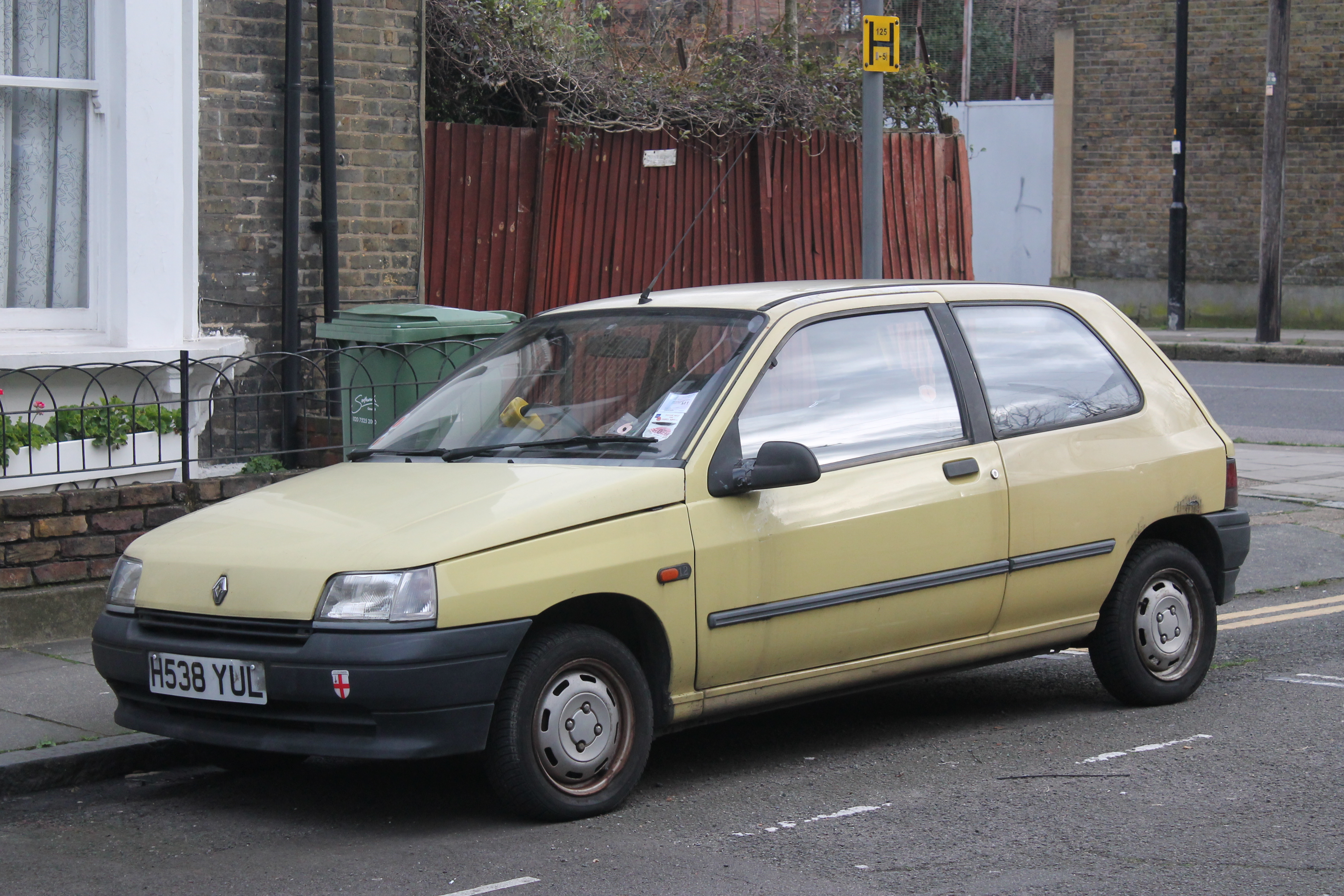
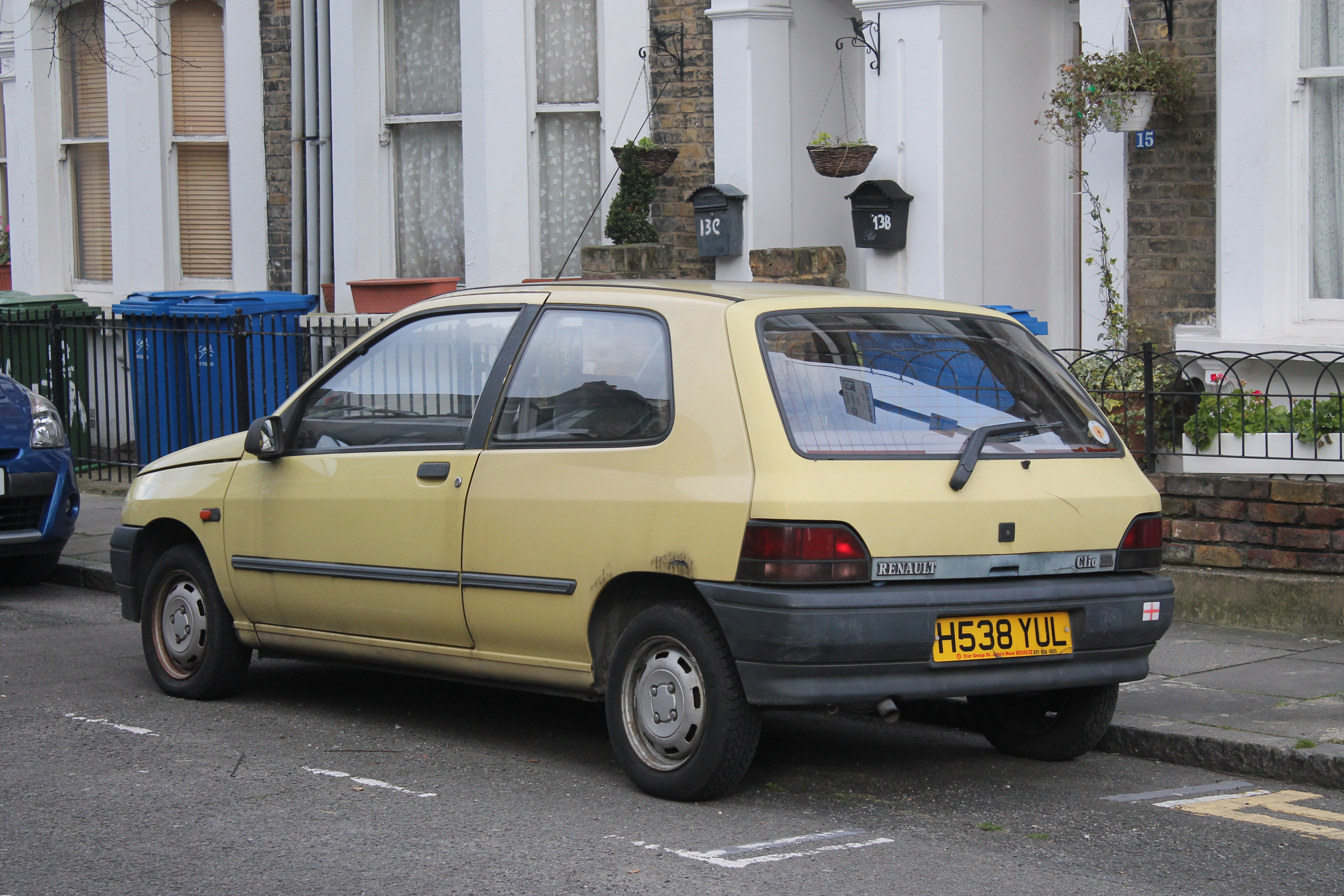
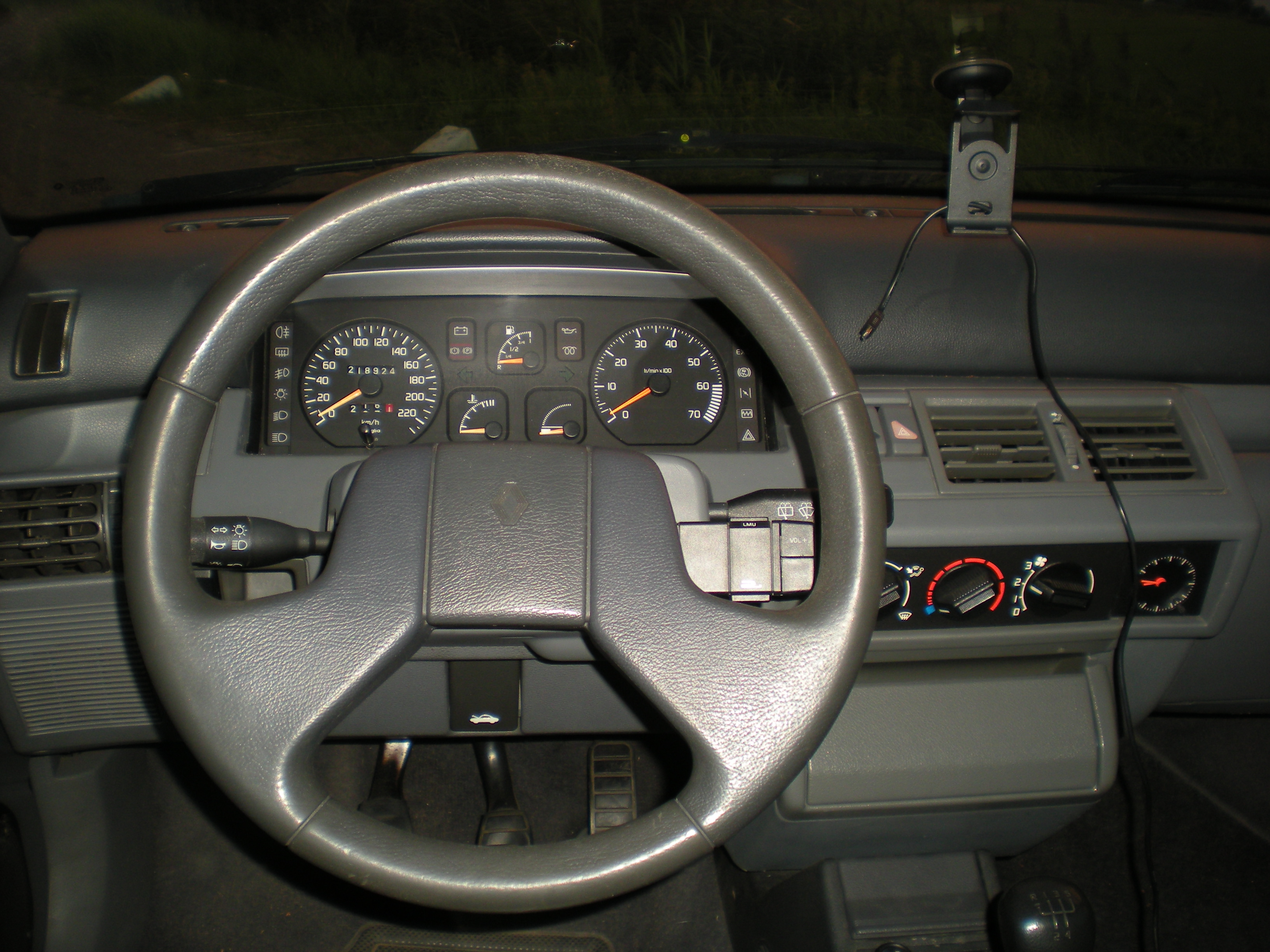
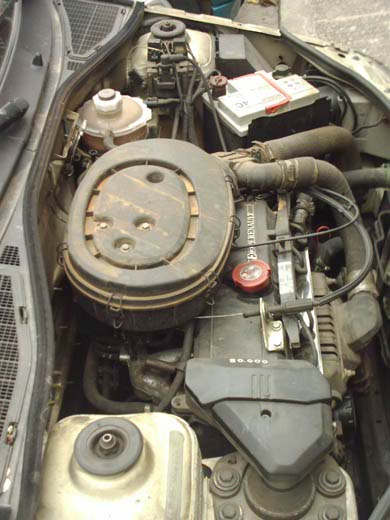

Phase 1
Elle est produite de 1990 à 1994.
Phase 2
Elle est produite de 1994 à 1996.
Phase 3
Elle est produite de 1996 à 1999.

### Les différentes carrosseries
- Trois portes :
- Cinq portes :

### Versions spécifiques
- Renault Lutecia : vendu au Japon

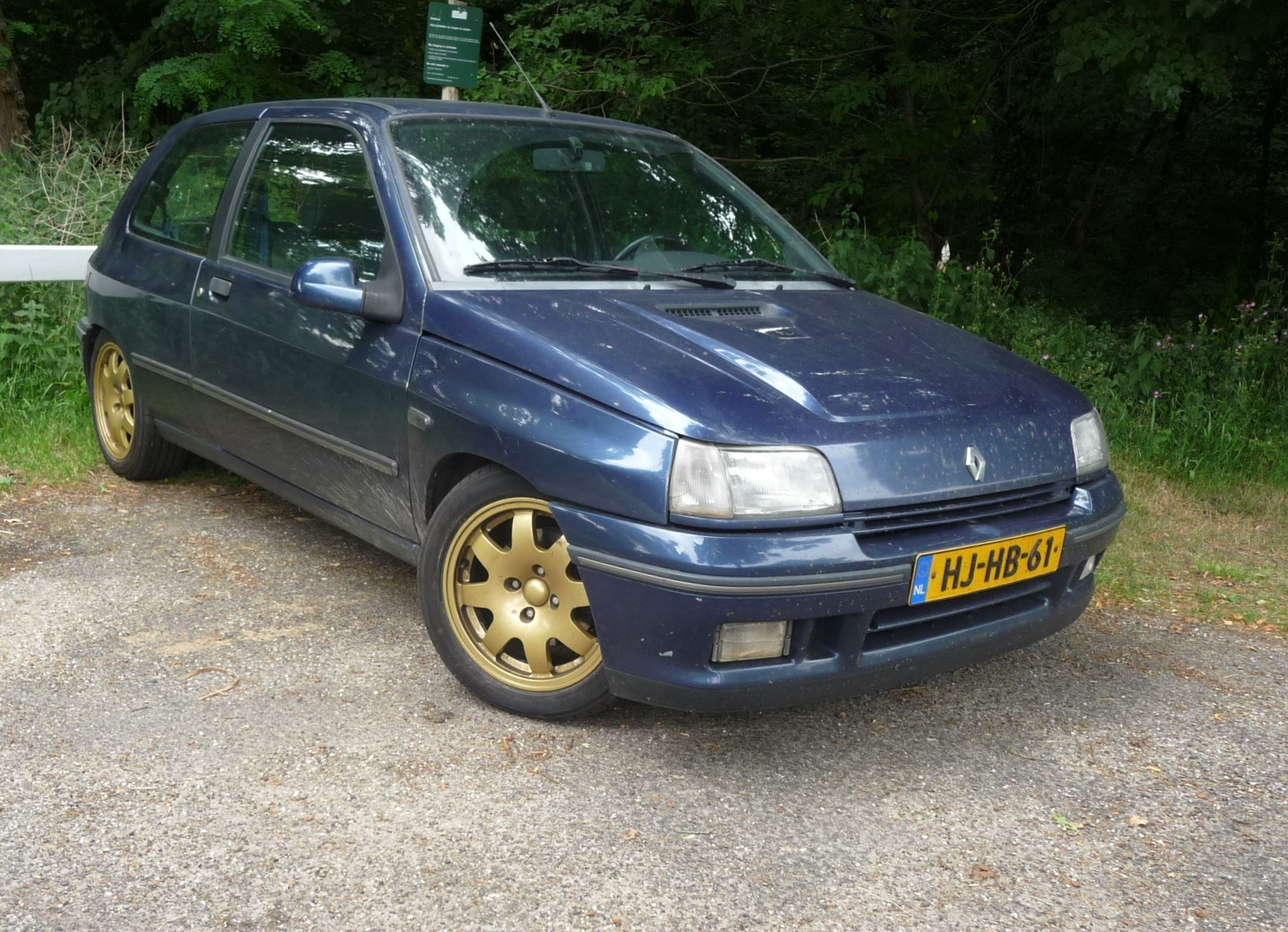
Clio Williams.

- Renault Clio Williams (1993 - 1996) : moteur d'une puissance de 150 chevaux[2].
- Renault Clio Williams Rallye : utilisée pour les rallyes automobiles.

## 2egénération - Clio II(1998 - 2016)
La Renault Clio II fut produite pour l'Europe de 1998 à 2012 (2016 en Amérique du Sud). Elle aura été restylée en 2001, 2003, 2006 et 2009. Bien qu'elle soit officiellement remplacée en 2005 par la Clio III, Renault décide de continuer la production de la Clio II, en raison de son succès marketing. Elle prendra l'appellation de Clio Campus. Cette stratégie est similaire à celle de Peugeot avec la 206 (devenue 206+).

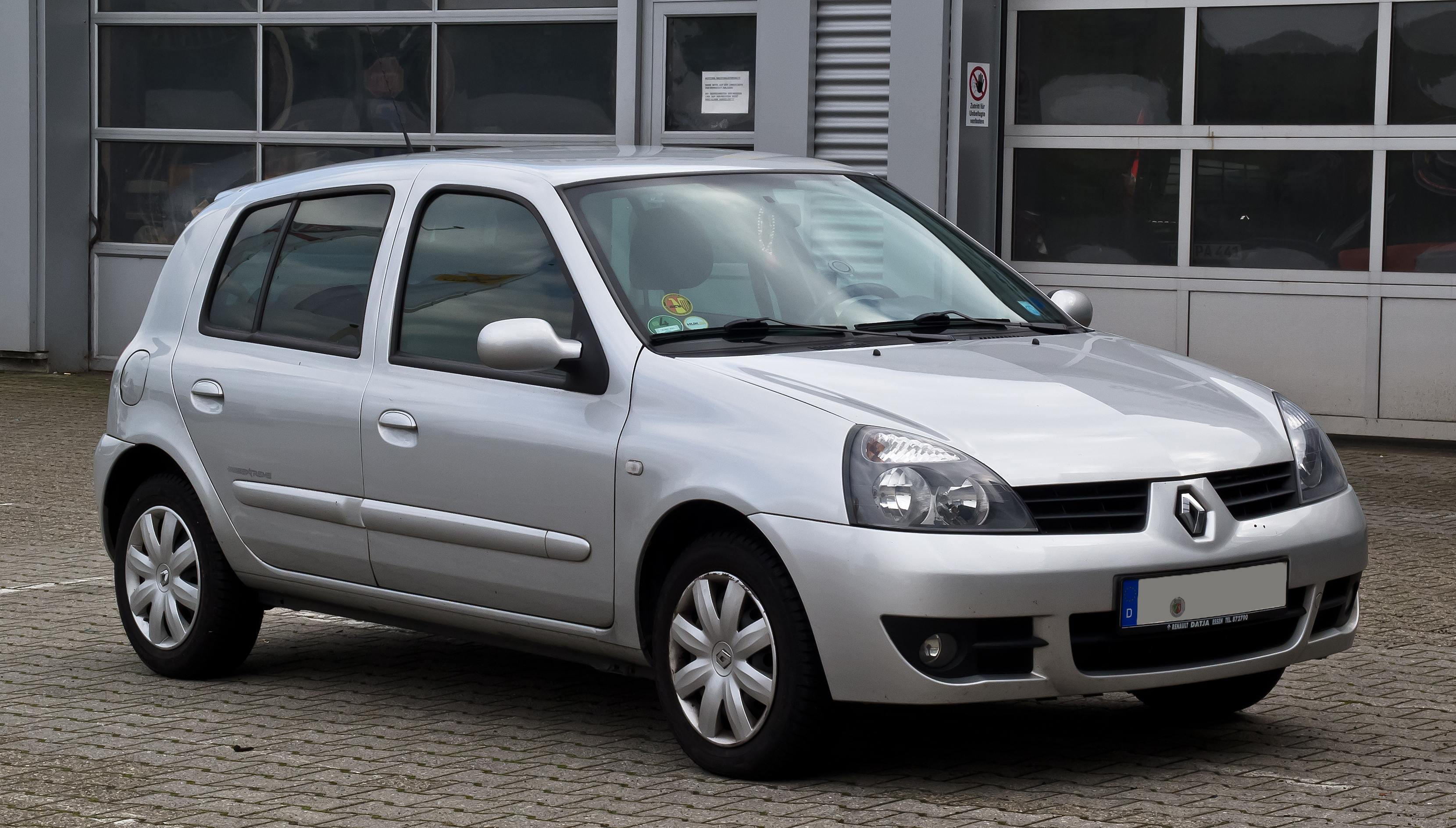
Renault Clio II phase 4
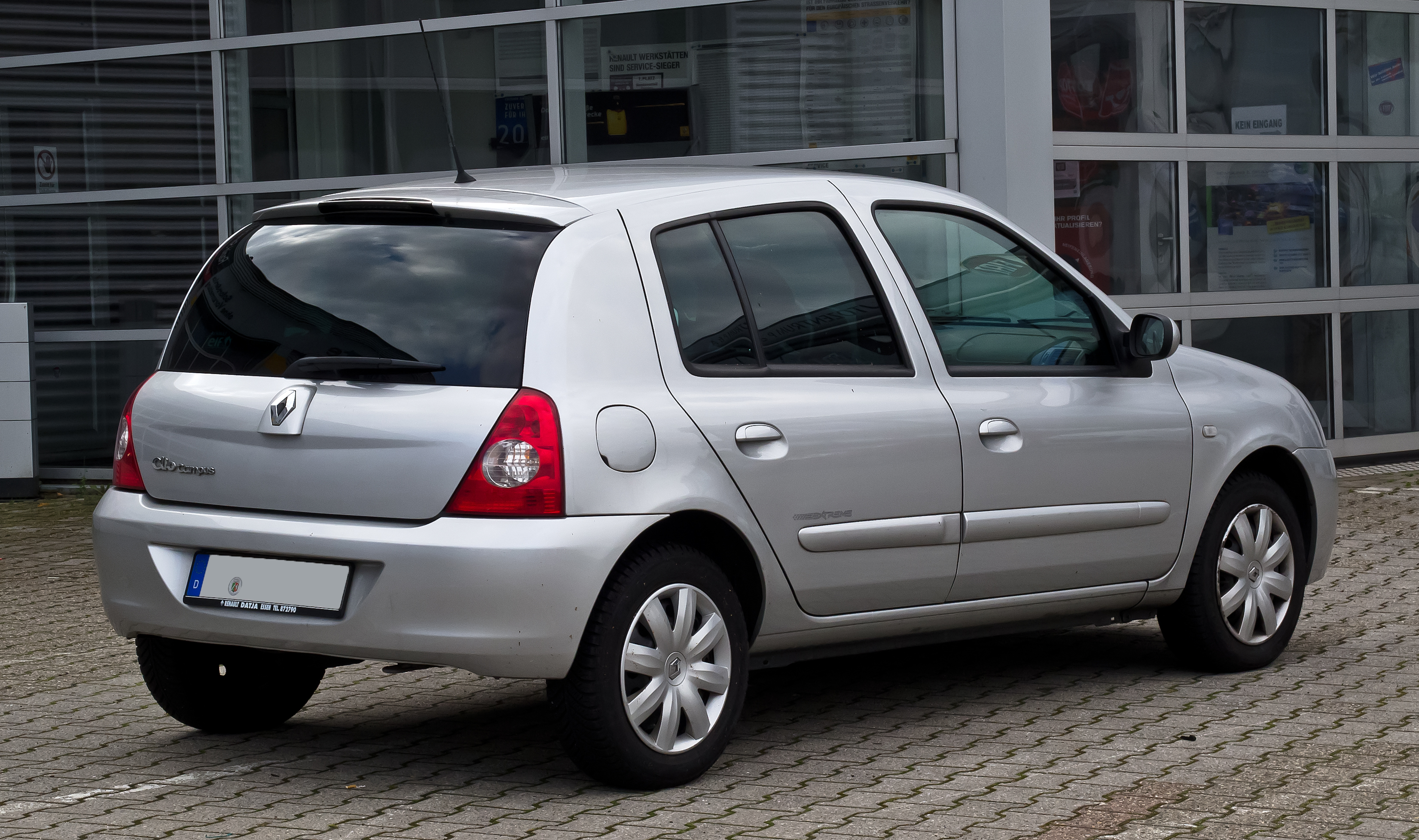
Renault Clio II phase 4 arrière
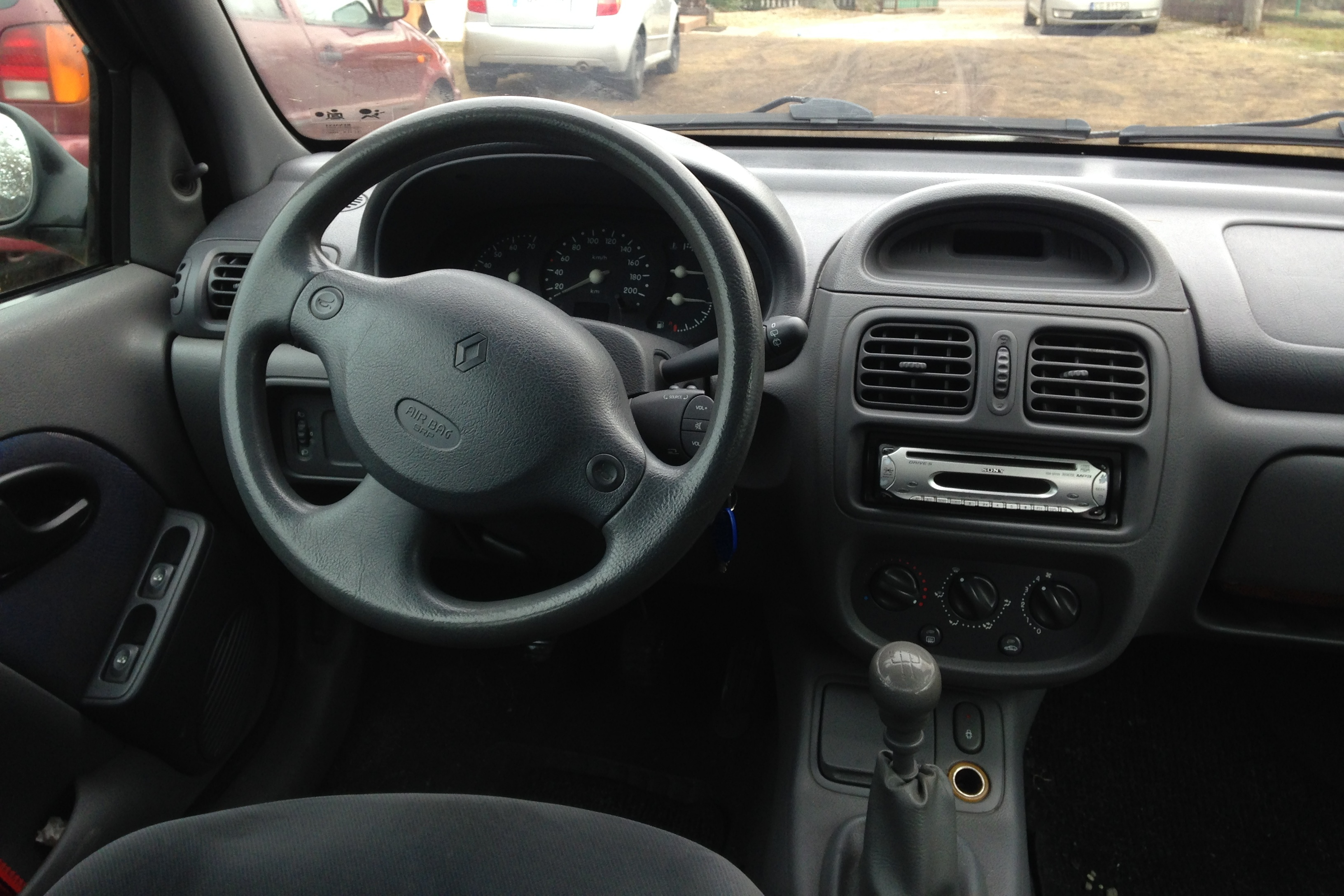

Phase 1
Produite de 1998 à 2001.
Phase 2
Produite de 2001 à 2003.
Phase 3
Produite de 2003 à 2006.
Phase 4 Campus
Produite de 2006 à 2009.
Phase 5 Campus Evolution
Produite de 2009 à 2012.

### Les différentes carrosseries

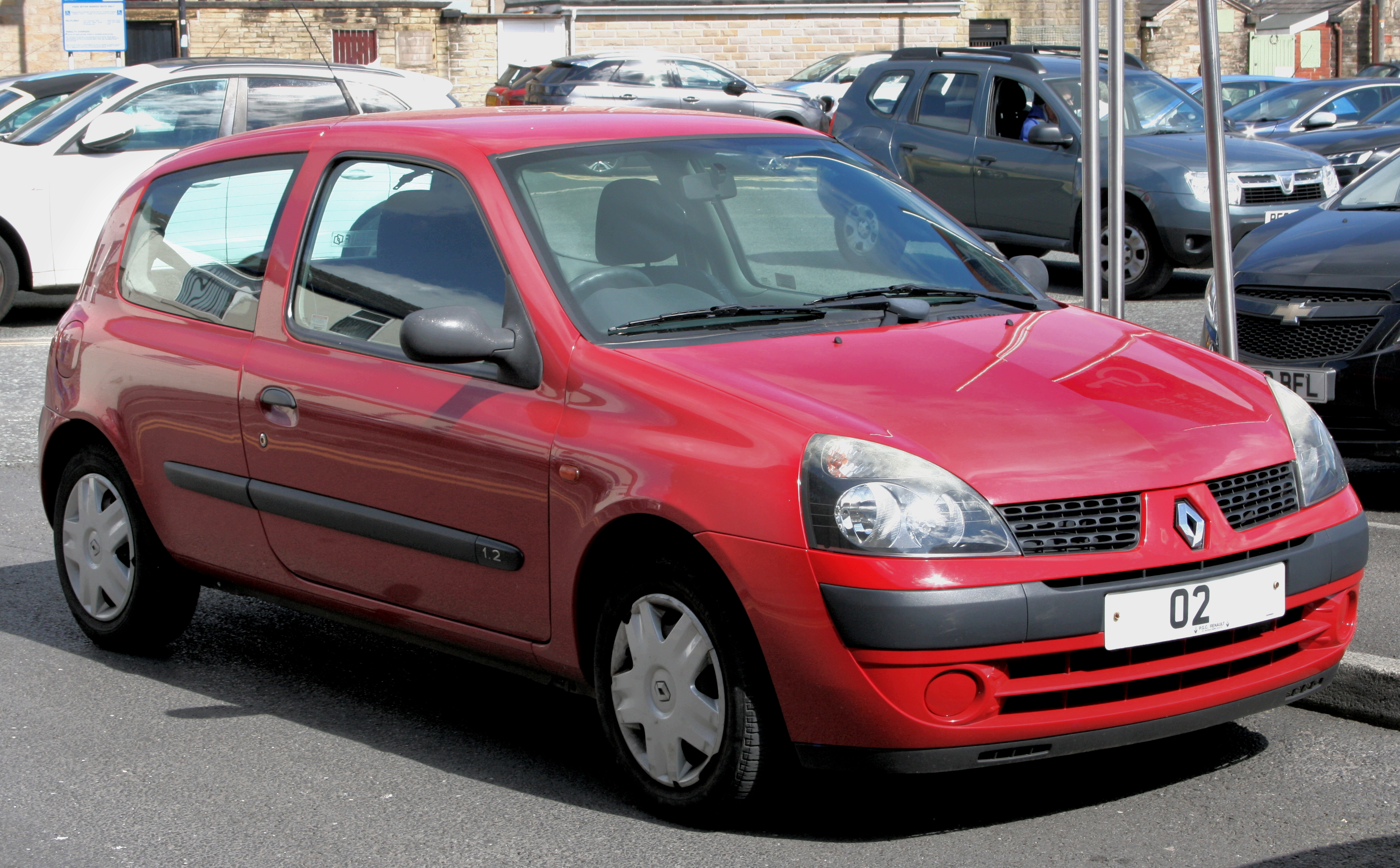
Clio Trois Portes
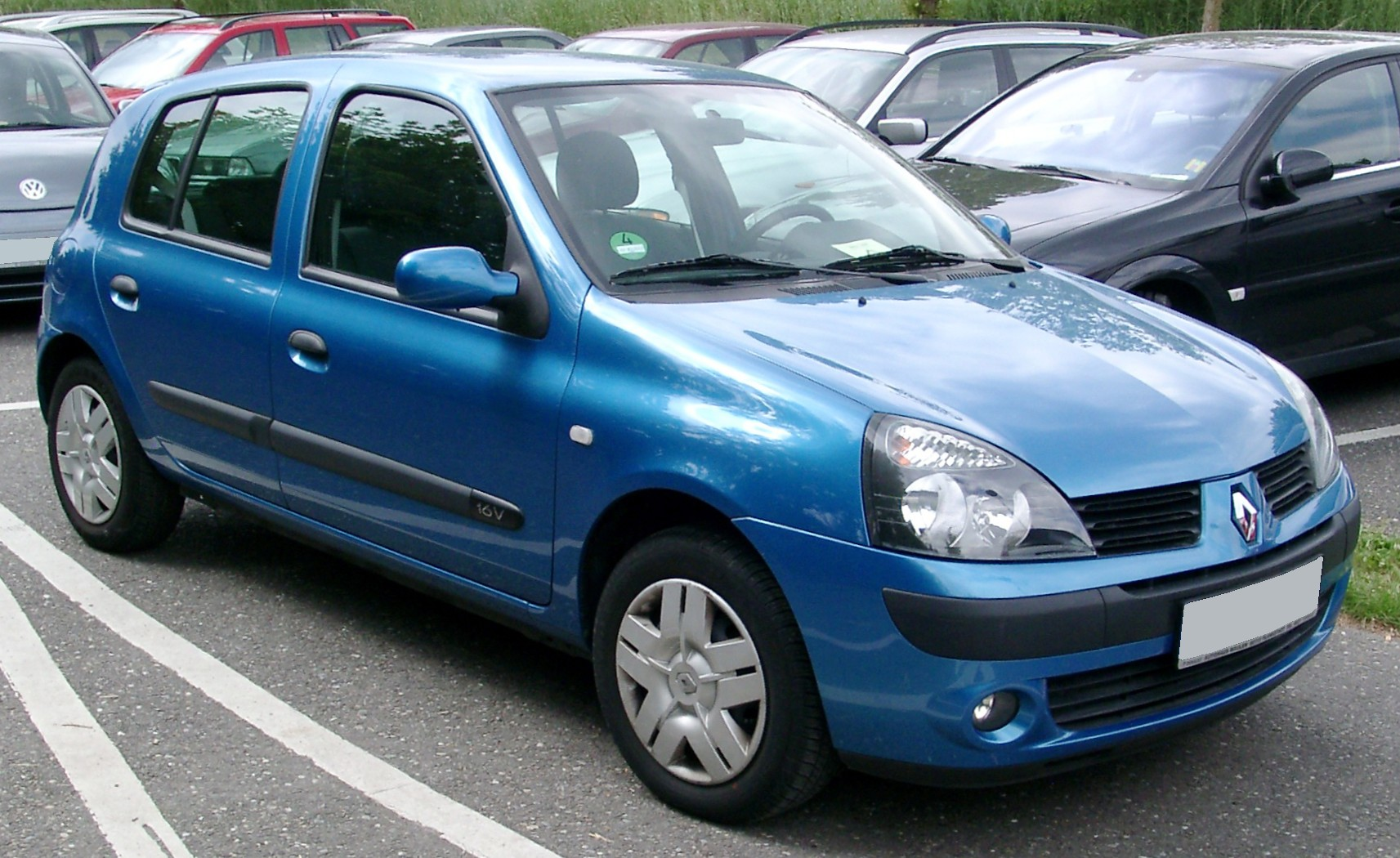
Clio Cinq Portes

### Versions spécifiques

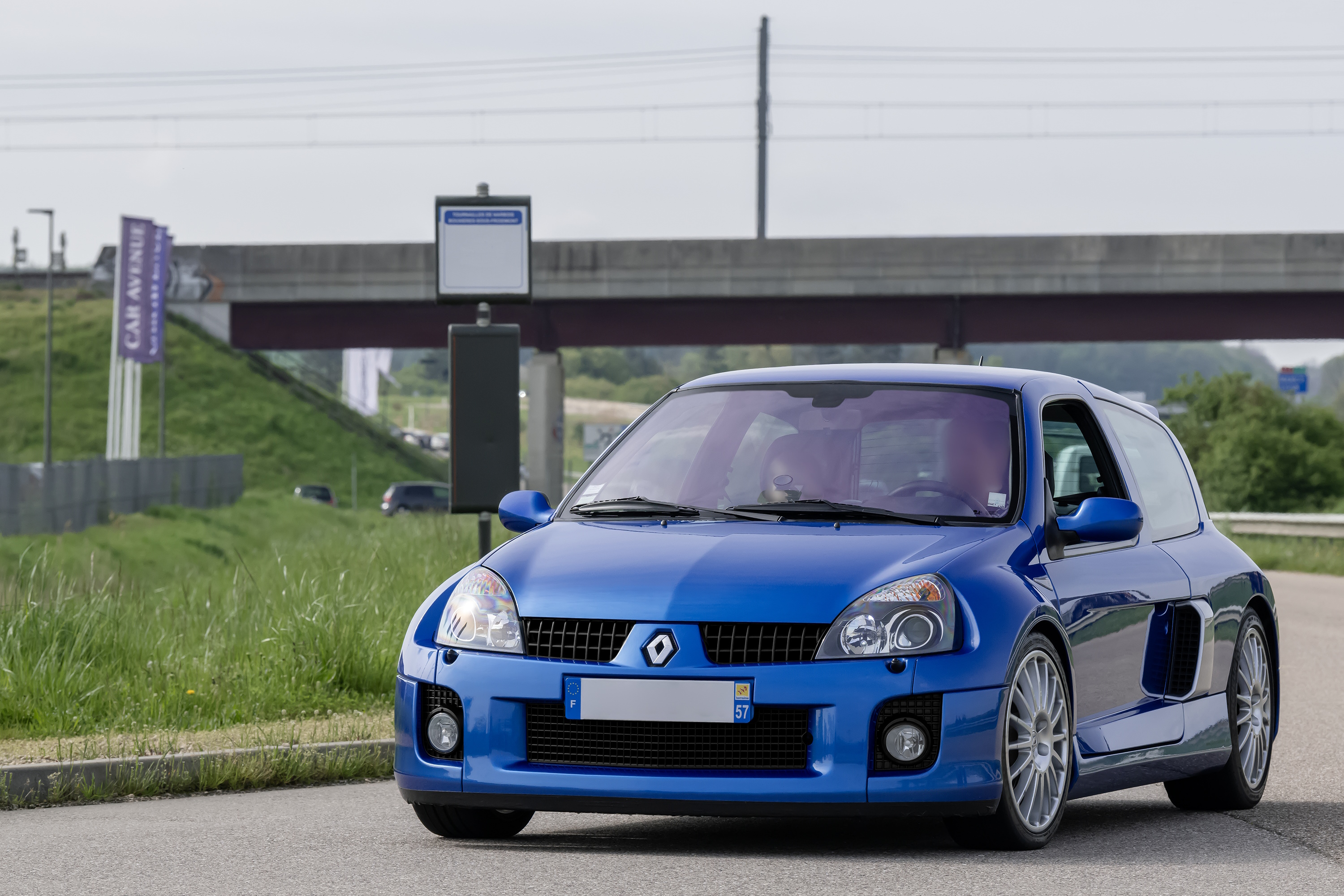
Renault Sport Clio V6 Phase 2

- Renault Lutecia (1999 - 2005) :  vendu au Japon
- Renault Clio Mio (2013 - 2016) : vendue dans le Mercosur.
- Renault Clio RS (2000 - 2005) : version sportive équipé de moteurs d'une puissance de 172 à 182 chevaux.
- Renault Clio V6 (2000 - 2005) : version sportive équipé de moteurs d'une puissance de 230 à 255 chevaux.

### Versions Sportives

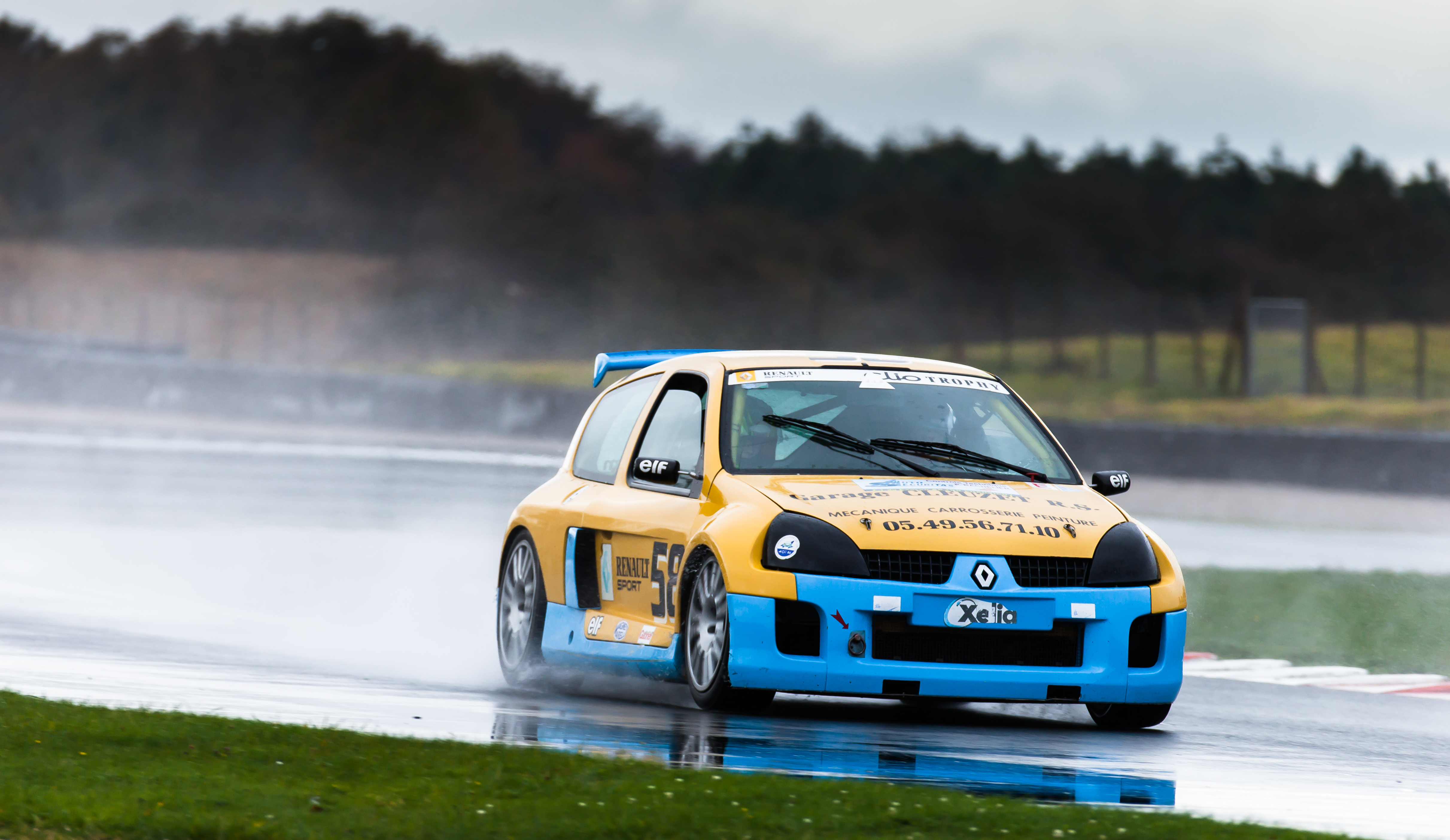
Renault Clio v6 CUP
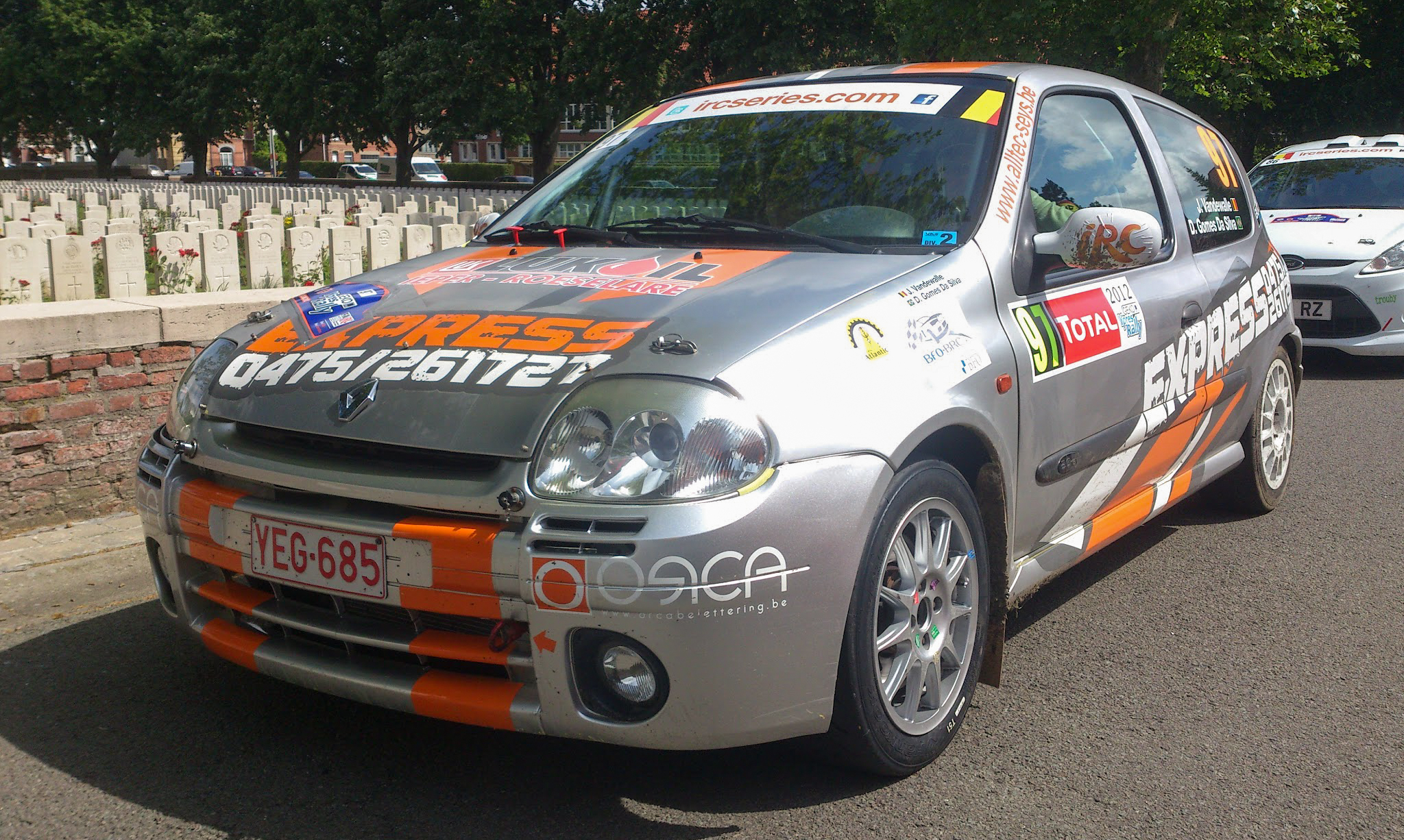
Renault Clio RS Groupe N
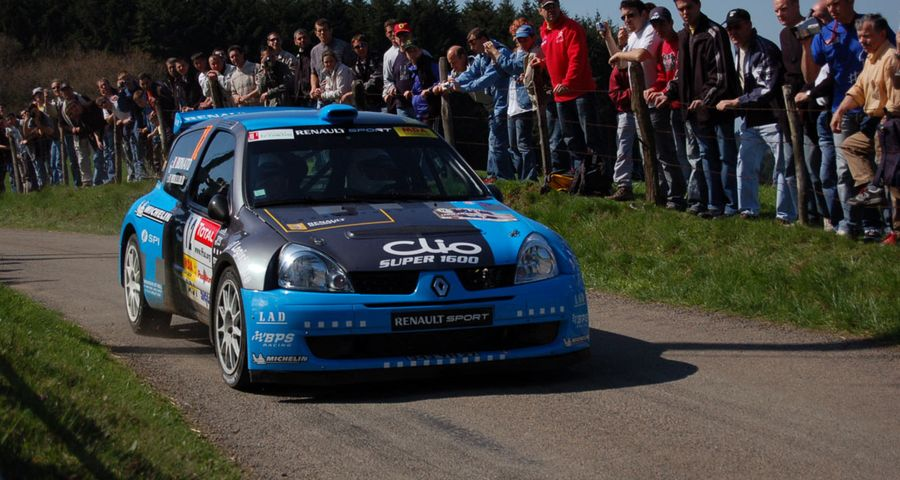
Renault Clio Super 1600

## 3egénération - Clio III(2005 - 2014)
La Renault Clio III est produite de 2005 à 2014, elle est restylée en 2009 et 2012. Elle est remplacée en 2012 par la Clio IV.

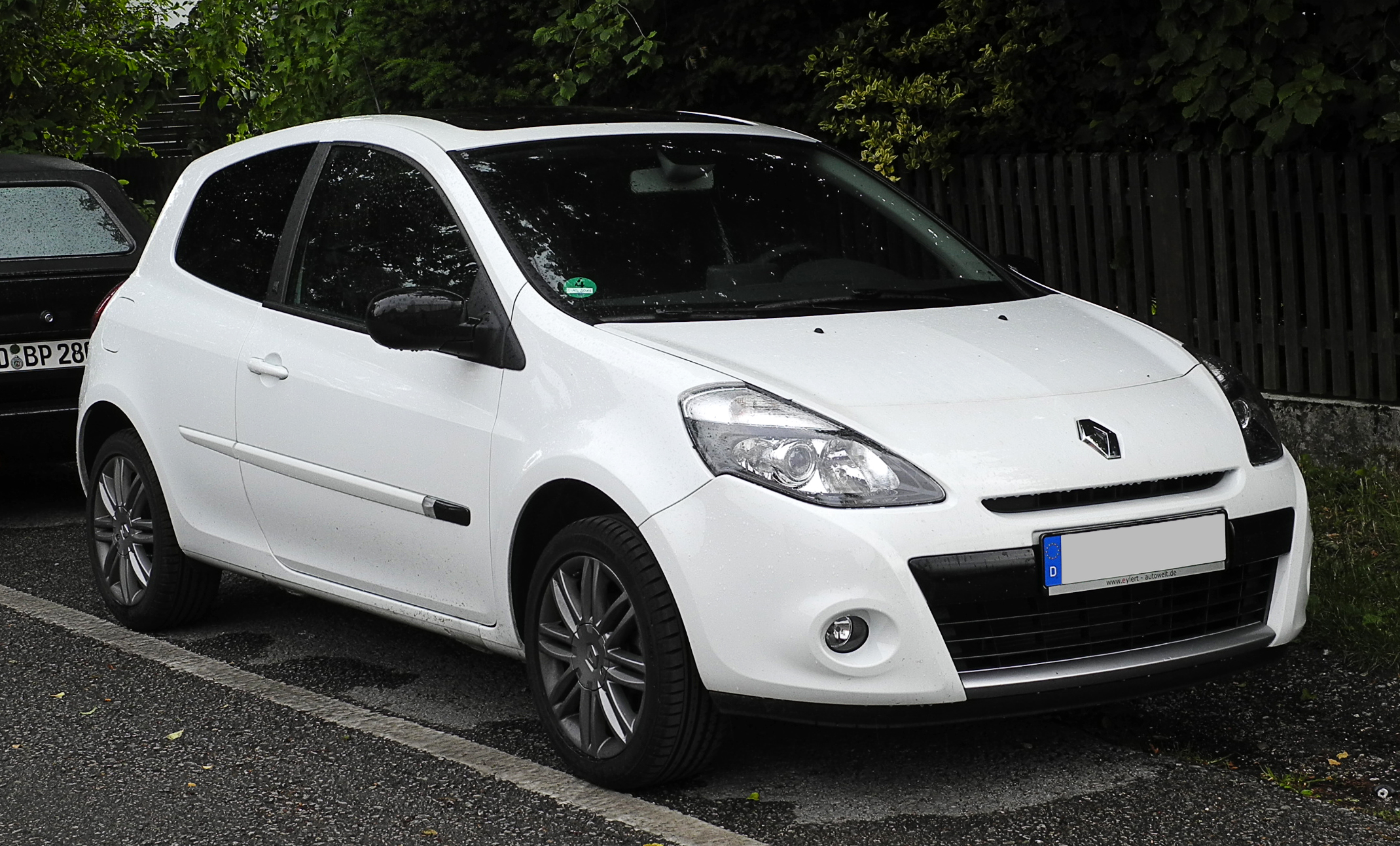
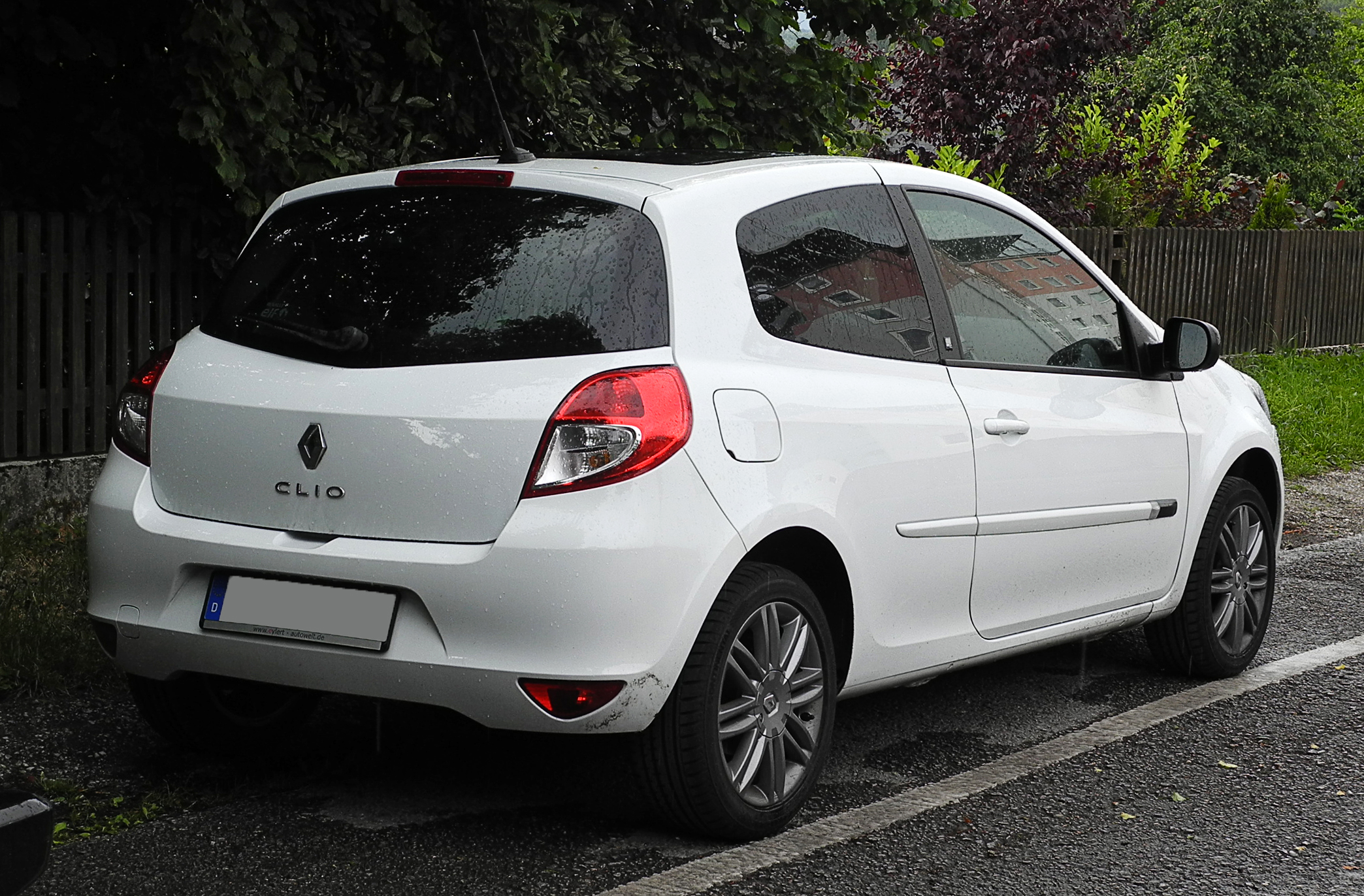
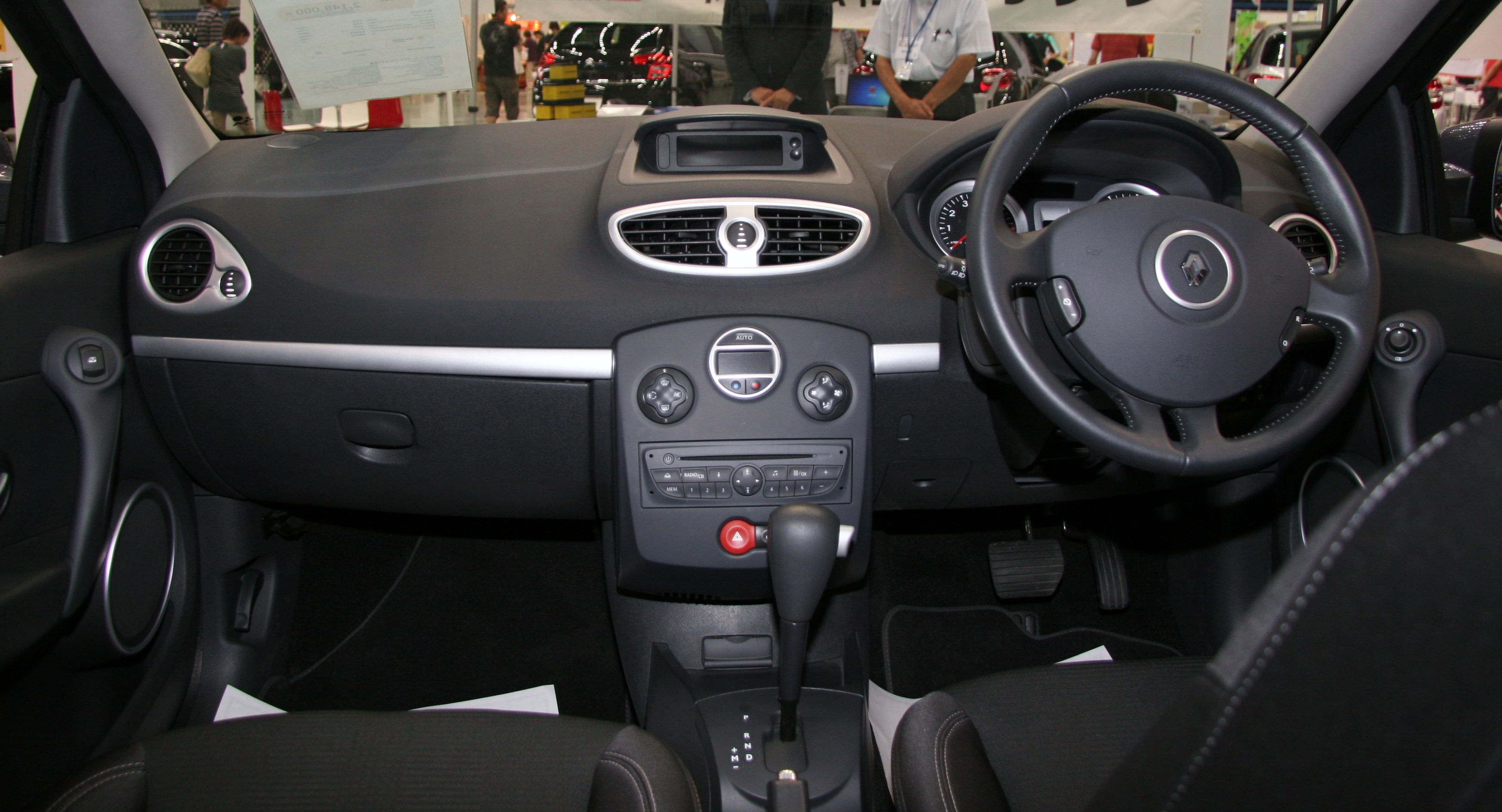

Phase 1
Elle est produite de 2005 à 2009.
Phase 2
Elle est produite de 2009 à 2012.
Collection
Elle est produite de 2012 à 2014.

### Les différentes carrosseries
- Berline
  - Trois portes
  - Cinq portes

- Break

### Versions spécifiques
- Renault Lutecia : vendu au Japon

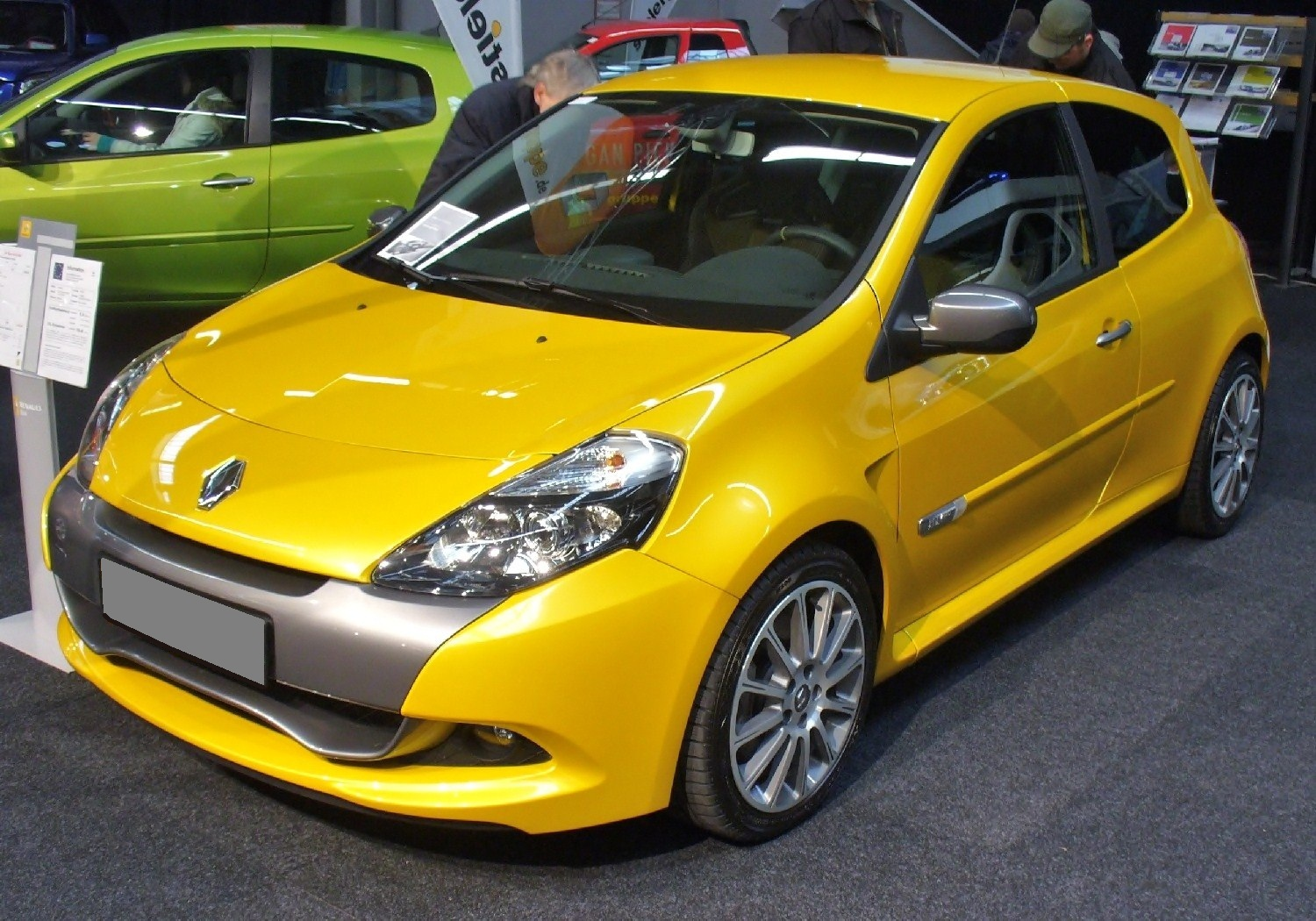
Clio RS Phase II.

- Renault Clio III RS (2006 - 2012) : version sportive équipé de moteurs d'une puissance de 197 à 203 chevaux.
- Renault Clio RS CUP (197) & CUP (200) :
- Renault Clio RS R3 :

## 4egénération - Clio IV(2012 - 2020)
La Renault Clio IV est produite à partir de 2012. Elle est remplacée en avril 2019 par la Renault Clio V, mais continue jusqu'en août 2020 à être vendue sous le nom de "Clio Génération". Après cette date, elle est uniquement assemblée en Algérie pour le marché local.
Phase 1
Elle est produite de 2012 à 2016.
Phase 2

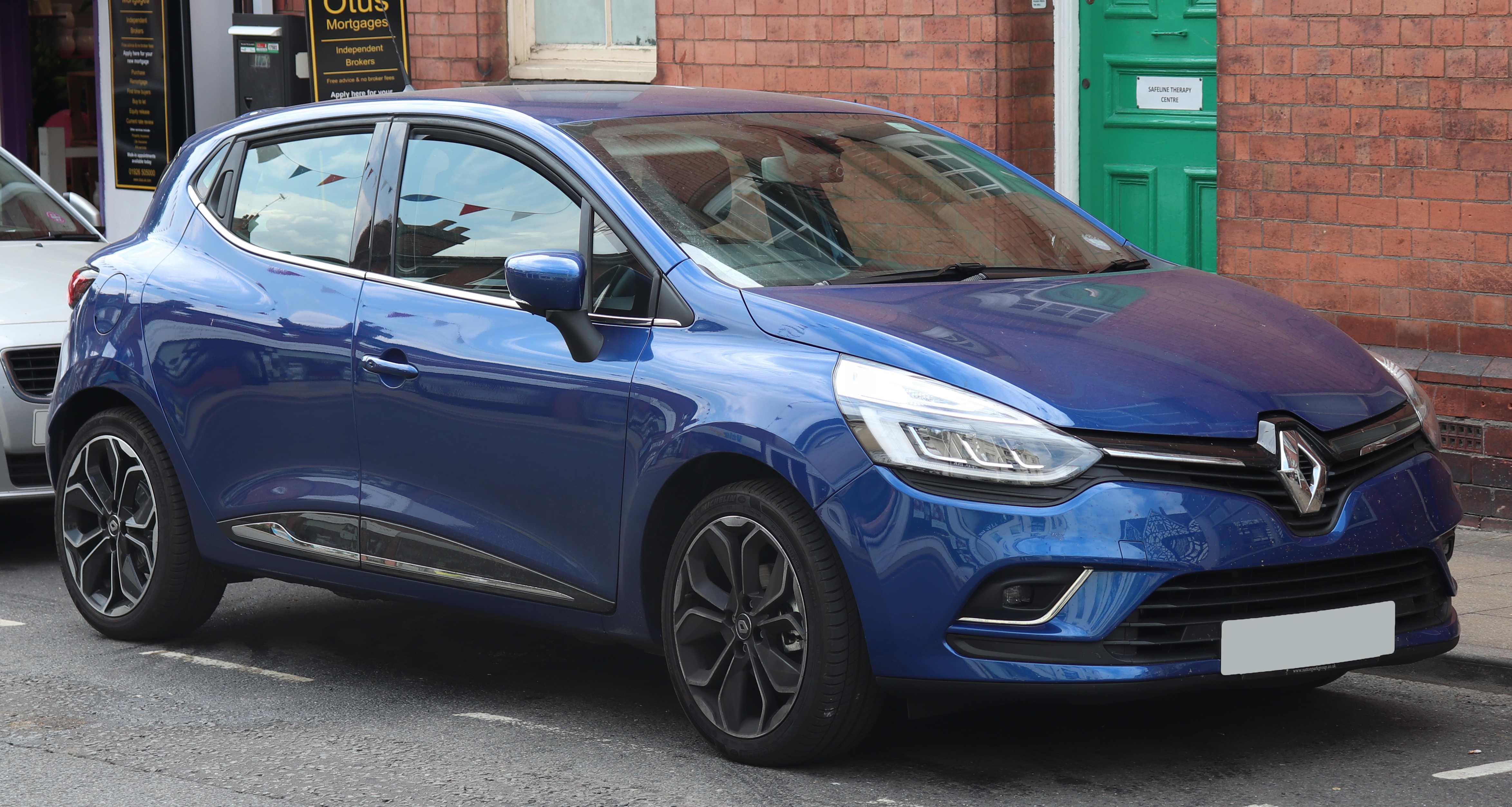
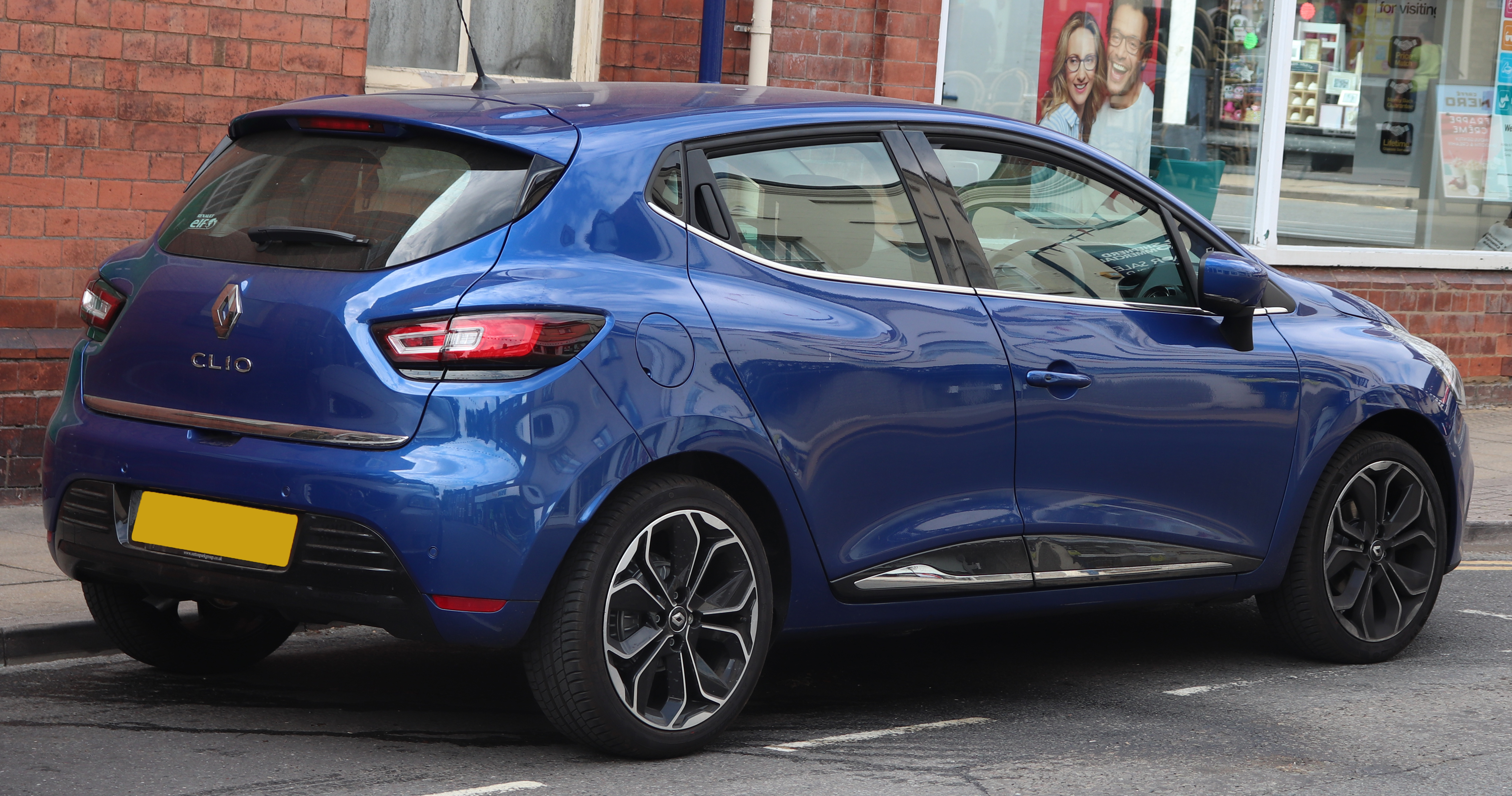
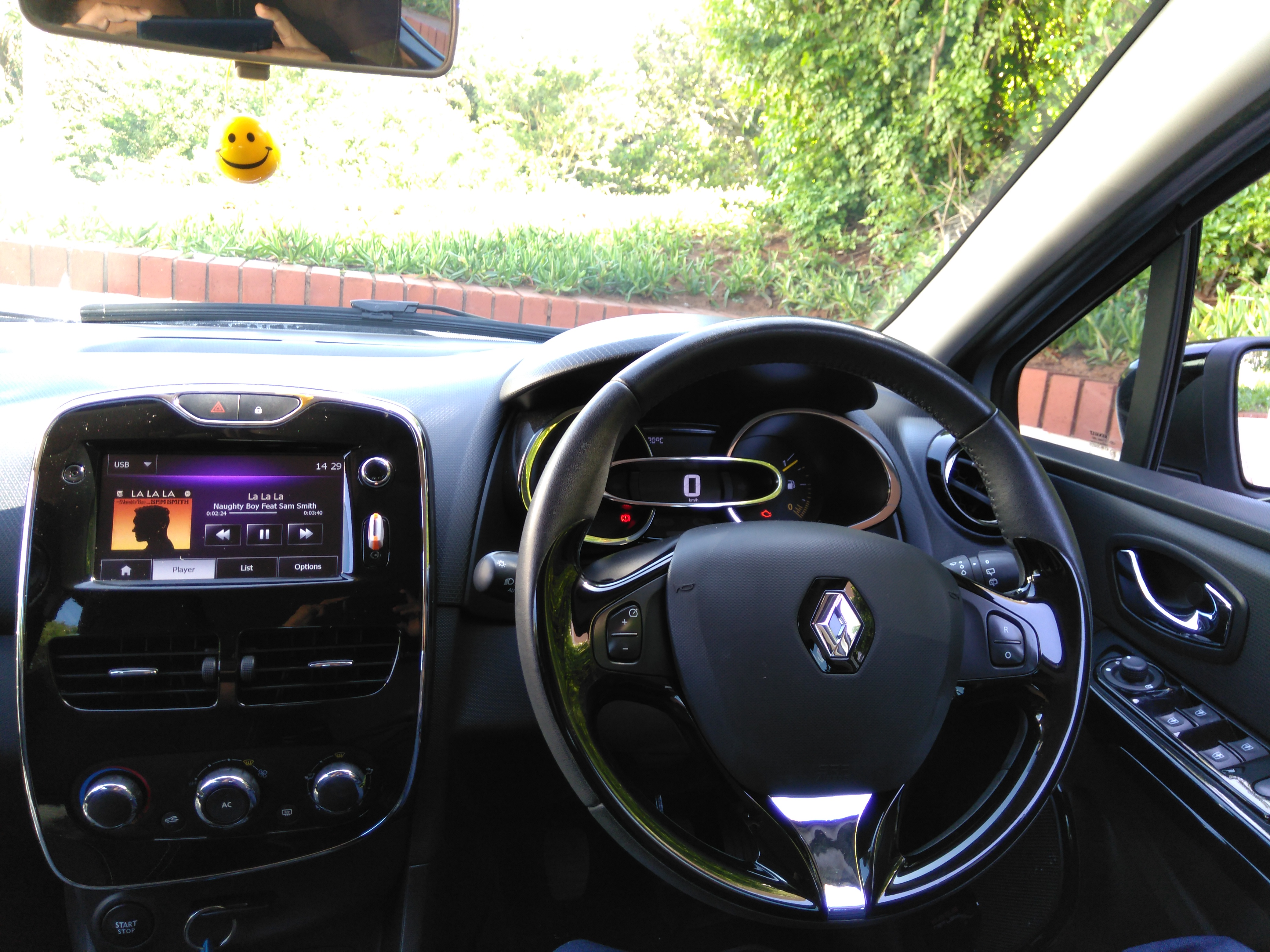

Elle est produite de 2016 à avril 2019.
Génération
Elle est produite d'avril 2019 à 2020.

### Les différentes carrosseries
- Berline
- Break

### Versions spécifiques

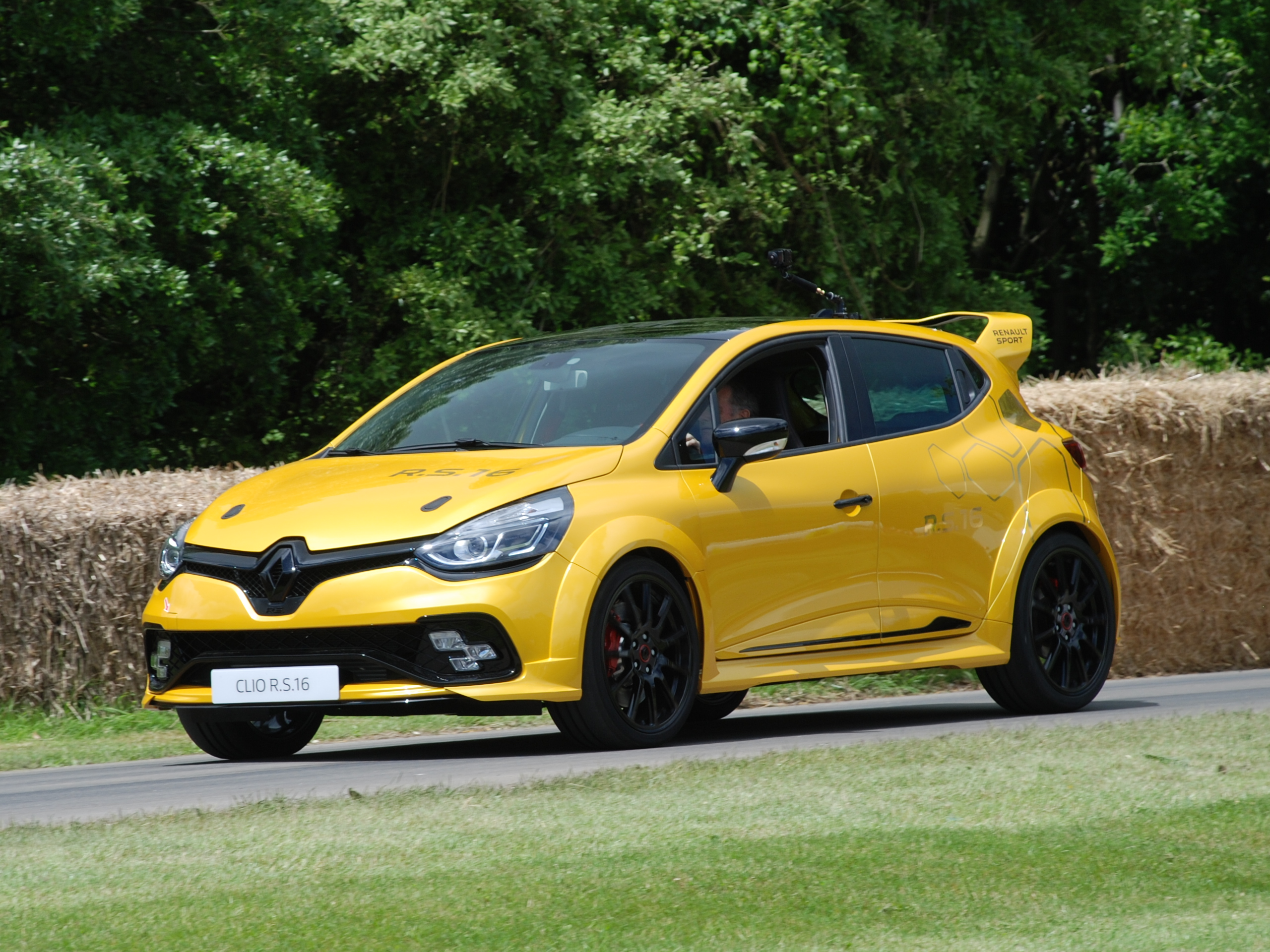
Clio RS 16.

- Renault Lutecia : vendue au Japon
- Renault Clio IV RS : version sportive équipée de moteurs d'une puissance de 200 et 220 chevaux ;
- Renault Clio IV RS 16 : version sportive ;
- Renault Clio IV RS 18 : version sportive ;
- Renault Clio RS R3T :

## 5egénération - Clio V(2019 - ...)
La Renault Clio V est commercialisée à partir du 2 avril 2019. Bien qu'elle garde les lignes et formes globales de sa devancière, elle est inédite. Elle adopte le style des dernières productions de la marque tout en inaugurant quelques systèmes technologiques dont notamment la nouvelle plateforme technique CMF-B. En revanche, l’intérieur change radicalement par rapport à l'ancienne Clio. Elle se revendique plus qualitative comme le souhaite le directeur de design de la marque au losange Laurens Van Den Acker.

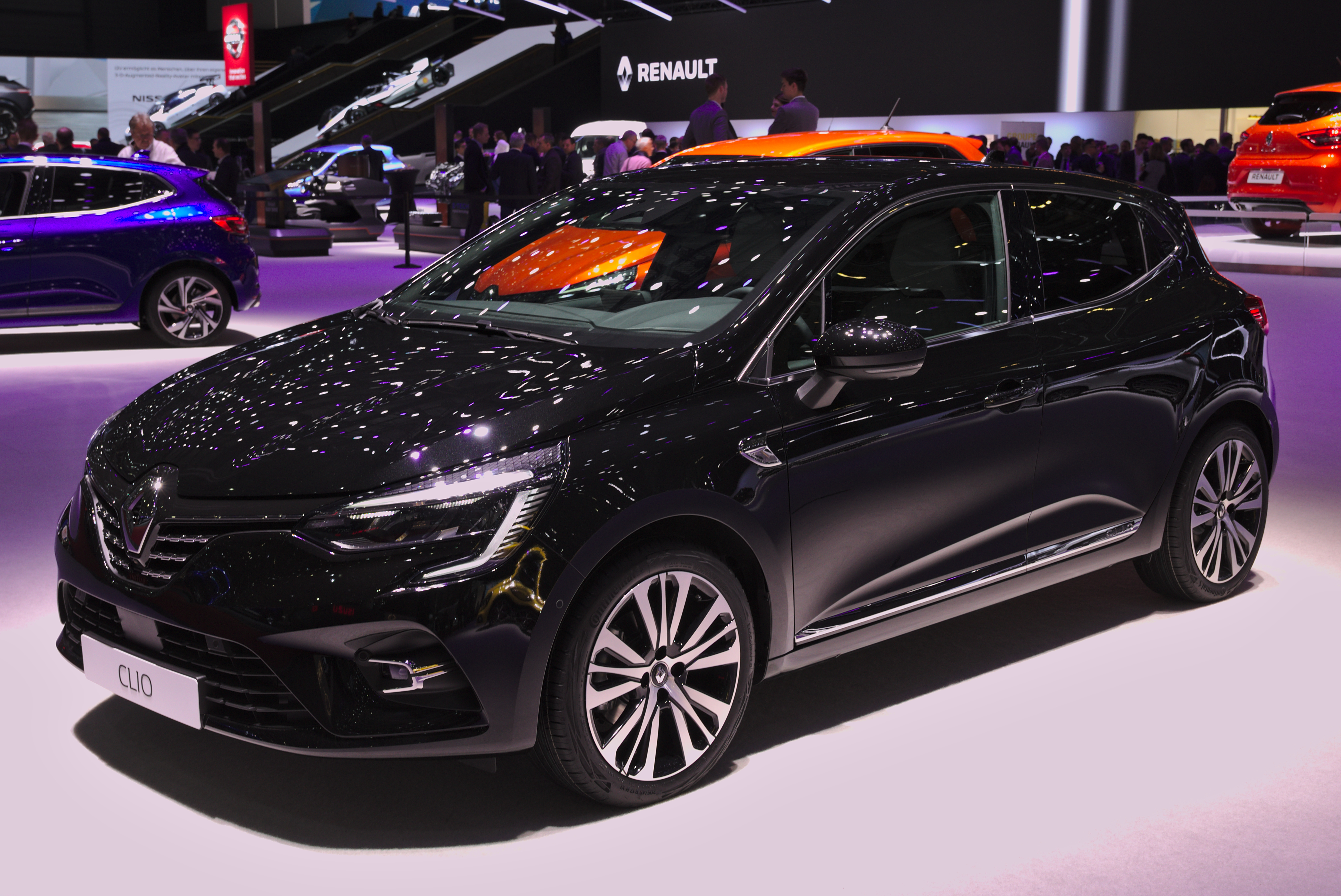
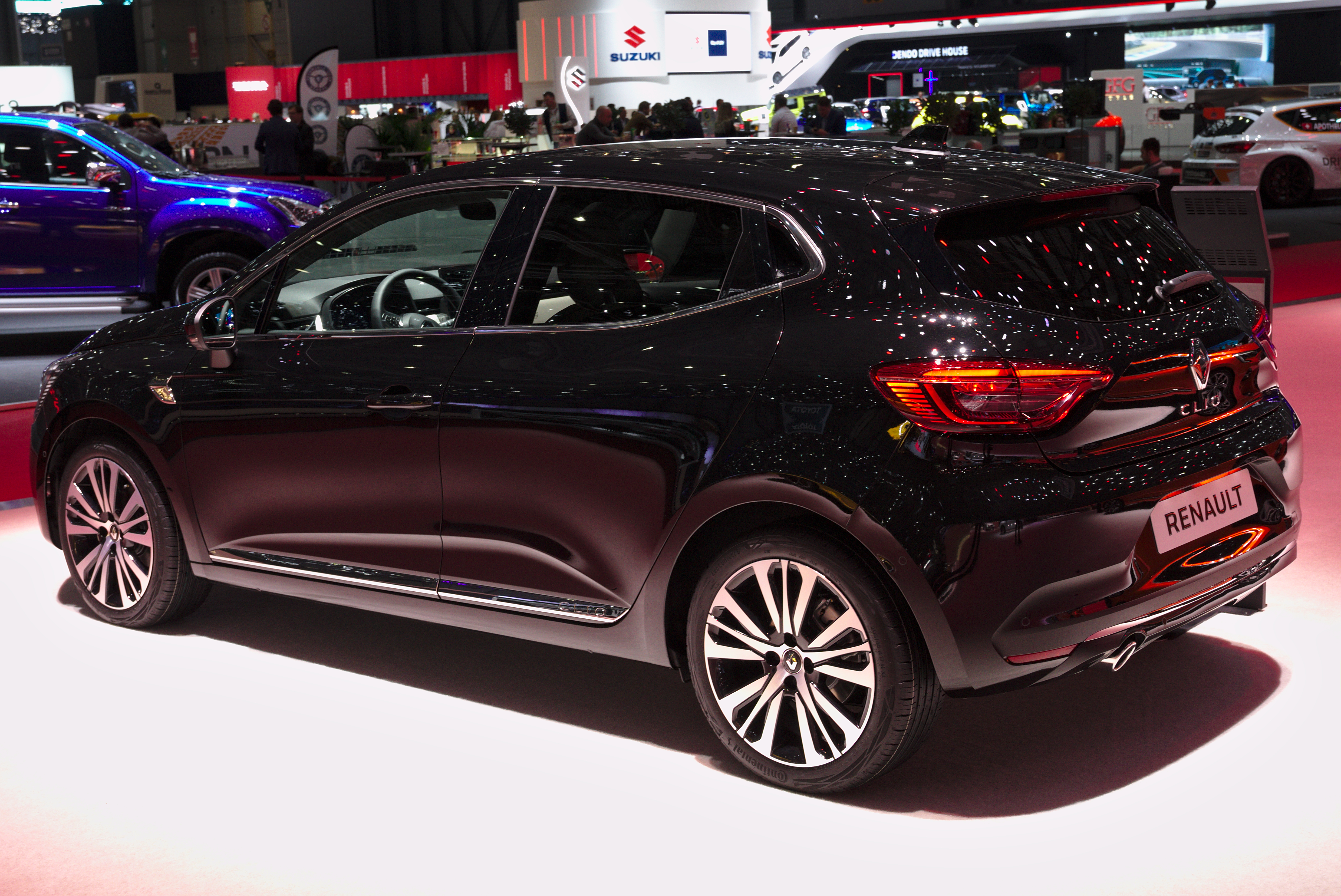
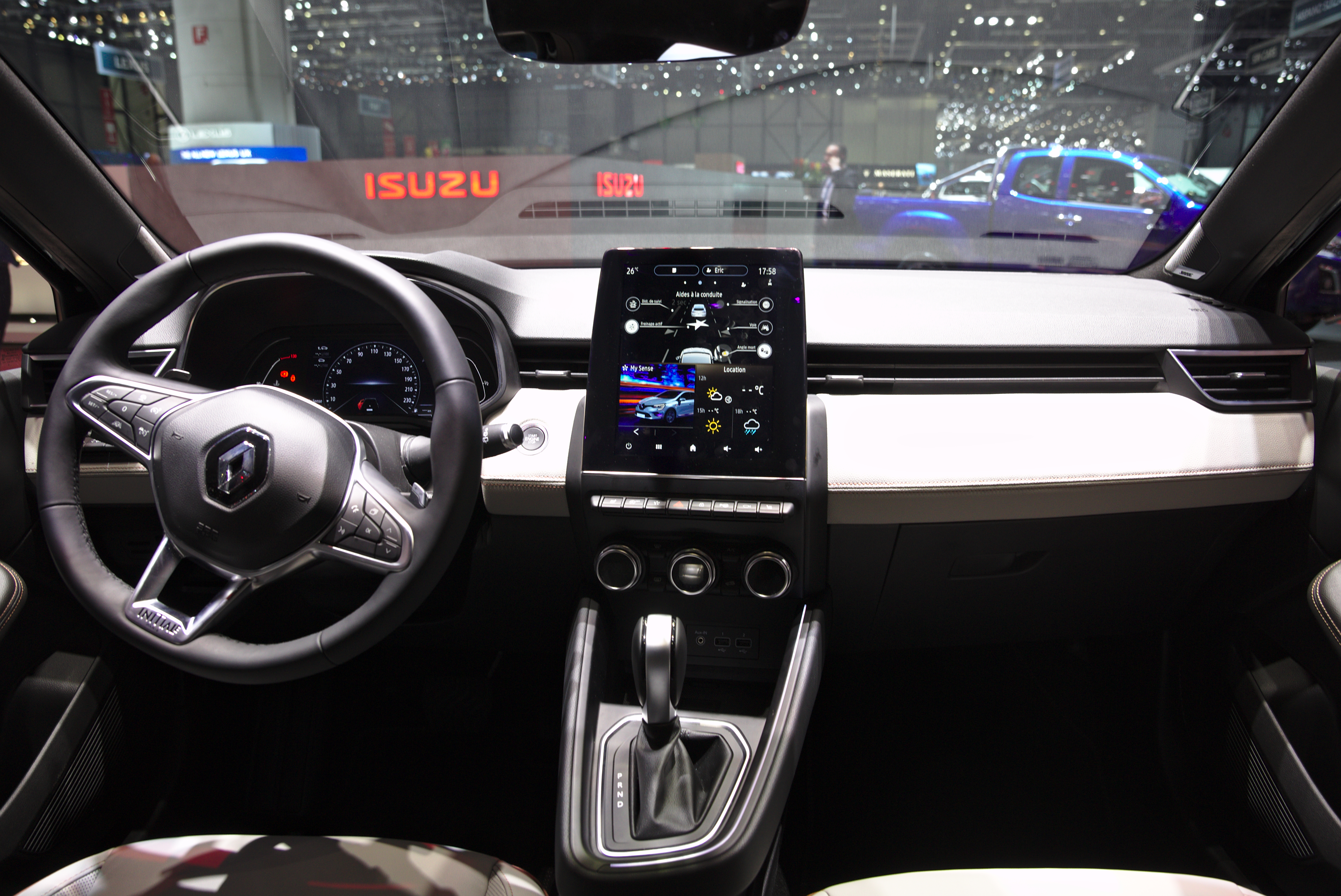

### Les différentes carrosseries
La Renault Clio V n'est pas déclinée en version break. Comme la précédente Clio, celle-ci est uniquement disponible en 5 portes. Elle garde les poignées des portes arrière dissimulées dans les montants.

### Versions spécifiques
- Renault Lutecia : vendue au Japon

Comme sur la version précédente, la cinquième génération garde les 4 finitions "Life", "Zen", "Intens" et "Initiale Paris". Cependant la version anciennement appelée "GT Line" est nommée "RS Line".
En février 2022, ces finitions sont renommées respectivement en « equilibre », « evolution » et « techno ».
En avril 2025, la Renault Clio a été la voiture la plus immatriculée en Europe. Elle a ainsi détrôné la Dacia Sandero en tant que voiture la plus « populaire ».